# Factor (unix)

factor är ett standardkommando i UNIX och Unix-liknande operativsystem. Det används för att primtalsfaktorisera heltal.

## Användning
Specifikationen för att använda factor är:
```
factor heltal
```

Där heltal är ett heltal mindre än 2^31.
Om inget nummer specificeras på kommandoraden kommer heltalet läsas från standard input.
Programmet returnerar primtalsfaktorerna för talet, med det minsta talet först. Varje faktor skrivs ut lika många gånger som det förekommer i talet.